# Haley Webb
Haley Vianne Webb (Woodbridge, Virgínia; 25 de novembro de 1985) é uma atriz norte-americana. Ela é mais conhecida por sua participação no filme "The Final Destination", e também por sua participação ao interpretar a professora misteriosa "Jennifer Blake" durante a primeira parte da terceira temporada da série de televisão "Teen Wolf", exibida pela rede MTV dos Estados Unidos.

## Biografia
Haley Webb nasceu na cidade de Woodbridge, na Virgínia nos Estados Unidos. Ela tem cinco irmãos: dois irmãos, uma irmã mais nova, e duas irmãs mais velhas. Em 2001, Haley se mudou, com algumas pessoas de sua família, para a cidade de San Diego na Califórnia, onde ela participou da "La Costa Canyon High School". Enquanto na LCCHS, a Haley estava no departamento de teatro, ganhando diversos prêmios pela atuação e dança. Em 2003, enquanto competia no concurso "Talent America Competition", a Haley foi descoberta por muito tempo pelo diretor de elenco chamado Gary Shaffer. Depois ainda em 2003, a Haley se mudou para a cidade de Los Angeles na Califórnia (onde Haley reside atualmente) e começou a estudar com os instrutores de qualidade Howard Fine, Joanne Baron & DW Brown.
Haley é casada com o fotógrafo e diretor de fotografia Alexander Drecun.

## Carreira de atriz
Em 2006, a Haley Webb participou da série de televisão "Close to Home", ao interpretar a personagem "Kayla Philby". Em 2007, Haley participou da série de televisão "Shark", ao interpretar "Danielle".
Em 2008, a Haley interpretou a "Toni" no filme chamado de "Big Game", sendo esse o seu primeiro crédito em um filme.
Em 2009, Haley atuou como a "Janet Cunningham" no filme de terror e suspense "The Final Destination", que era uma das protagonistas do filme.
Em 2011, interpretou a a "namorada de Allen" (interpretado por Nick Stahl) no filme chamado "On the Inside".
Em 2013, a atriz Haley Webb ficou ainda mais conhecida do público a nível mundial, com a sua participação ao interpretar a professora de inglês misteriosa "Jennifer Blake" durante a primeira parte da terceira temporada da série de televisão "Teen Wolf" da MTV; a sua personagem vira um interesse romântico do lobisomem "Derek Hale" (interpretado por Tyler Hoechlin), mas depois uma reviravolta a personagem é revelada como sendo a verdadeira principal antagonista da primeira parte da terceira temporada. No episódio intitulado em inglês de "The Girl Who Knew Too Much" (episódio 9 da 3ª temporada), é a própria personagem "Jennifer Blake" de Haley Webb, que revela o mistério envolvendo o por que da origem dos poderes da personagem Lydia Martin (interpretada por Holland Roden), revelando que a personagem Lydia é uma banshee.
Em 2017, ela retornou para uma participação especial no episódio "The Wolves of War", que é o episódio final a sexta e última temporada de "Teen Wolf" da MTV, onde novamente interpreta a professora Jennifer Blake.

## Filmografia
| Filmes | Filmes                | Filmes            | Filmes |
| Ano    | Título                | Papel             | Notas  |
| ------ | --------------------- | ----------------- | ------ |
| 2008   | Big Game              | Toni              |        |
| 2009   | The Final Destination | Janet Cunningham  |        |
| 2011   | On the Inside         | Namorada de Allen |        |
| 2011   | Rushlights            | Sarah             |        |
| 2012   | Patti                 | Patti Smith       | Curta  |
| 2012   | A Conversation About  | Jenny             | Curta  |
| 2013   | Wonderstruck          | Amy               | Curta  |
| 2013   | Single in South Beach | Amy               |        |

| Televisão | Televisão                                        | Televisão                               | Televisão                                              |
| Ano       | Título                                           | Papel                                   | Notas                                                  |
| --------- | ------------------------------------------------ | --------------------------------------- | ------------------------------------------------------ |
| 2006      | Close to Home                                    | Kayla Philby                            | Episódio: "Hot Grrrl"                                  |
| 2007      | Shark                                            | Danielle                                | Episódio: "Fall from Grace"                            |
| 2010      | Body Count: The Deaths of 'The Final Destination | Ela Mesma                               | Documentário                                           |
| 2012      | Sketchy                                          |                                         | Episódio: "Chutes and Ladders"                         |
| 2012      | Major Crimes                                     | Dana Baker                              | Episódio: "Before and After"                           |
| 2013      | Teen Wolf                                        | Jennifer Blake (Darach) / Julia Baccari | Recorrente; primeira parte da 3ª temporada             |
| 2014      | The Librarians                                   | Mabel Collins                           | Episódio: "And the City of Light"                      |
| 2017      | Teen Wolf                                        | Jennifer Blake                          | Participação especial no episódio: "The Wolves of War" |